# Cremer
Cremer o Kremer es coneix com el mitjà per a bloquejar la llum a mode de videra. És un accessori d'il·luminació que consisteix en una xapa metàl·lica rectangular unida a un braç articular que permet la seva manipulació per adaptar-lo a diferents posicions. Per regla general s'ubica a la part davantera de la càmera per impedir que els rajos de llum dels aparells d'il·luminació es refelecteixin a l'objectiu i obstaculitzar llums parasitàries que redueixin el contrast.